# St Michel United Football Club
Il St Michel United Football Club, noto anche come Saint-Michel United Football Club o Saint-Michel United, è una società calcistica seychellese con sede nella città di Anse-aux-Pins.
Ha vinto 11 scudetti e 8 coppe nazionali.
Nel 2011 ha partecipato alla CAF Champions League.

## Palmarès
- Seychelles League: 11

1996, 1997, 1999, 2000, 2002 (condiviso), 2003, 2007, 2008, 2010, 2011, 2012
- Seychelles FA Cup: 8

1997, 1998, 2001, 2006, 2007, 2008, 2009, 2011
- Seychelles League Cup: 5

2004, 2008, 2009, 2010, 2011
- Seychelles Presidents Cup: 10

1996, 1997, 1998, 2000, 2001, 2006, 2007, 2009, 2010, 2011